# Lutz (Florida)
Lutz és una concentració de població designada pel cens dels Estats Units a l'estat de Florida. Segons el cens del 2000 tenia 17.081 habitants.

## Demografia
Segons el cens del 2000, Lutz tenia 17.081 habitants, 6.314 habitatges, i 4.767 famílies. La densitat de població era de 307,2 habitants/km².
Dels 6.314 habitatges en un 36,2% hi vivien nens de menys de 18 anys, en un 64,1% hi vivien parelles casades, en un 7,9% dones solteres, i en un 24,5% no eren unitats familiars. En el 17,7% dels habitatges hi vivien persones soles el 4,8% de les quals corresponia a persones de 65 anys o més que vivien soles. El nombre mitjà de persones vivint en cada habitatge era de 2,68 i el nombre mitjà de persones que vivien en cada família era de 3,06.
Per edats la població es repartia de la següent manera: un 25,8% tenia menys de 18 anys, un 7,1% entre 18 i 24, un 31% entre 25 i 44, un 26,8% de 45 a 60 i un 9,2% 65 anys o més.
L'edat mediana era de 38 anys. Per cada 100 dones de 18 o més anys hi havia 97 homes.
La renda mediana per habitatge era de 60.278 $ i la renda mediana per família de 68.413 $. Els homes tenien una renda mediana de 49.320 $ mentre que les dones 33.004 $. La renda per capita de la població era de 28.446 $. Entorn del 3,9% de les famílies i el 6% de la població estaven per davall del llindar de pobresa.

## Poblacions més properes
El següent diagrama mostra les poblacions més properes.